# جائزة إيطاليا الكبرى للدراجات النارية 2003
جائزة إيطاليا الكبرى للدراجات النارية 2003 هو سباق دراجات نارية أقيم بتاريخ 8 يونيو 2003 في حلبة موجيلو. كان الجولة الخامسة من أصل 16 في سباق الجائزة الكبرى للدراجات النارية موسم 2003. فاز الإيطالي فالنتينو روسي بفئة الموتو جي بي بينما جاء الإيطالي لوريس كابيروسي في المركز الثاني وحصل على المركز الثالث الإيطالي ماكس بياجي.

## وصلات خارجية
- الموقع الرسمي